# Mistrzostwa Świata w Piłce Ręcznej Mężczyzn 2009

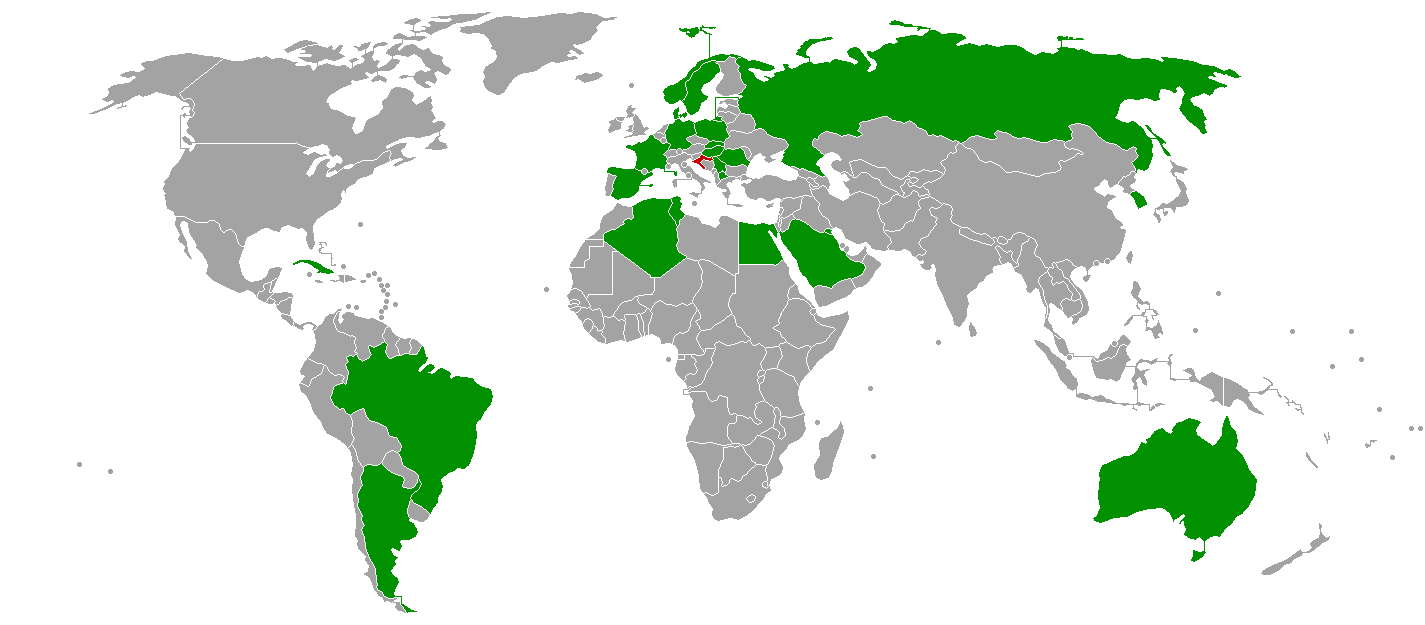
Państwa uczestniczące w Mistrzostwach Świata 2009

Mistrzostwa Świata w Piłce Ręcznej Mężczyzn 2009 – dwudzieste pierwsze mistrzostwa świata w piłce ręcznej mężczyzn, oficjalny międzynarodowy turniej organizowany przez IHF mający na celu wyłonienie najlepszej męskiej reprezentacji narodowej w piłce ręcznej na świecie, który rozegrano w Chorwacji w dniach 16 stycznia – 1 lutego 2009 roku. W rozegranych w siedmiu halach zawodach wystąpiły dwadzieścia cztery zespoły, automatycznie do mistrzostw zakwalifikowały się: reprezentacja Niemiec jako mistrz świata z 2007, oraz reprezentacja Chorwacji jako organizator zawodów. O pozostałe miejsca odbywały się kontynentalne eliminacje.
Zainteresowanie organizacją mistrzostw wyraziło pięć państw, a wybrana została kandydatura Chorwacji. Zawody były transmitowane w Internecie.
W finale Francuzi pokonali gospodarzy, brąz zdobyli zaś Polacy.
Po zakończonym turnieju IHF opublikowała statystyki indywidualne i drużynowe.

## Hale
Siedem chorwackich miast gościło zawodników podczas Mistrzostw Świata 2009: Split, Zadar, Osijek, Varaždin, Poreč, Zagrzeb i Pula.
Spaladium Arena w Splicie i Arena Zagreb w Zagrzebiu, gościły finalistów rozgrywek.
| Zagrzeb                                       | Varaždin                                 | Osijek                                   |
| --------------------------------------------- | ---------------------------------------- | ---------------------------------------- |
| Arena Zagreb Liczba miejsc: 15 024            | Varaždin Arena Liczba miejsc: 5 200      | Dvorana Gradski vrt Liczba miejsc: 3 538 |
|                                               |                                          |                                          |
| Poreč                                         | ZagrzebSplitOsijekVaraždinZadarPorečPula | ZagrzebSplitOsijekVaraždinZadarPorečPula |
| Športska dvorana Žatika Liczba miejsc: 3 500  | ZagrzebSplitOsijekVaraždinZadarPorečPula | ZagrzebSplitOsijekVaraždinZadarPorečPula |
|                                               | ZagrzebSplitOsijekVaraždinZadarPorečPula | ZagrzebSplitOsijekVaraždinZadarPorečPula |
| Pula                                          | ZagrzebSplitOsijekVaraždinZadarPorečPula | ZagrzebSplitOsijekVaraždinZadarPorečPula |
| Dom sportova Mate Parlov Liczba miejsc: 2 132 | ZagrzebSplitOsijekVaraždinZadarPorečPula | ZagrzebSplitOsijekVaraždinZadarPorečPula |
|                                               | ZagrzebSplitOsijekVaraždinZadarPorečPula | ZagrzebSplitOsijekVaraždinZadarPorečPula |
|                                               | Zadar                                    | Split                                    |
| Dvorana Krešimira Ćosića Liczba miejsc: 8 600 | Spaladium Arena Liczba miejsc: 10 941    |                                          |
|                                               |                                          |                                          |

## Zakwalifikowane zespoły
| Kraj               | Strefa kwalifikacyjna                 | Mistrzostwa 2007 |
| ------------------ | ------------------------------------- | ---------------- |
| Chorwacja          | Gospodarz                             | 5. miejsce       |
| Niemcy             | Mistrz Świata 2007                    | Mistrzostwo      |
| Dania              | Mistrz Europy 2008                    | 3. miejsce       |
| Francja            | Mistrzostwa Europy 2008 - 3. miejsce  | 4. miejsce       |
| Szwecja            | Mistrzostwa Europy 2008 - 5. miejsce  | 5. miejsce       |
| Słowacja           | europejski play-off                   | –                |
| Hiszpania          | europejski play-off                   | 7. miejsce       |
| Norwegia           | europejski play-off                   | –                |
| Rosja              | europejski play-off                   | 6. miejsce       |
| Rumunia            | europejski play-off                   | –                |
| Serbia             | europejski play-off                   | –                |
| Polska             | europejski play-off                   | 2. miejsce       |
| Węgry              | europejski play-off                   | 9. miejsce       |
| Macedonia Północna | europejski play-off                   | –                |
| Egipt              | Mistrz Afryki 2008                    | 17. miejsce      |
| Tunezja            | Mistrzostwa Afryki 2008 - 2. miejsce  | 11. miejsce      |
| Algieria           | Mistrzostwa Afryki 2008 - 3. miejsce  | –                |
| Korea Południowa   | Mistrz Azji 2008                      | 15. miejsce      |
| Kuwejt             | Mistrzostwa Azji 2008 - 2. miejsce    | 18. miejsce      |
| Arabia Saudyjska   | Mistrzostwa Azji 2008 - 3. miejsce    | –                |
| Brazylia           | Mistrz Ameryki 2008                   | 19. miejsce      |
| Argentyna          | Mistrzostwa Ameryki 2008 - 2. miejsce | 16. miejsce      |
| Kuba               | Mistrzostwa Ameryki 2008 - 3. miejsce | –                |
| Australia          | Mistrz Oceanii                        | 24. miejsce      |

## Eliminacje
Dwa zespoły miały zapewniony automatyczny awans, o dwadzieścia dwa miejsca w turnieju finałowym toczyły się natomiast kontynentalne eliminacje. Wolne miejsca zostały podzielone według następującego klucza geograficznego: Europie przydzielono dwanaście miejsc, Ameryce (Południowej wspólnie z Północną), Azji i Afryce przyznano po trzy miejsca, a jedno Oceanii.

## Koszyki
| Koszyk 1                                           | Koszyk 2                              | Koszyk 3                                   | Koszyk 4                                        | Koszyk 5                                | Koszyk 6                                         |
| -------------------------------------------------- | ------------------------------------- | ------------------------------------------ | ----------------------------------------------- | --------------------------------------- | ------------------------------------------------ |
| - Chorwacja (gospodarz) - Niemcy - Dania - Francja | - Szwecja - Norwegia - Polska - Węgry | - Hiszpania - Słowacja - Macedonia - Egipt | - Rumunia - Rosja - Korea Południowa - Brazylia | - Serbia - Tunezja - Kuwejt - Argentyna | - Australia - Algieria - Arabia Saudyjska - Kuba |

## Sędziowie

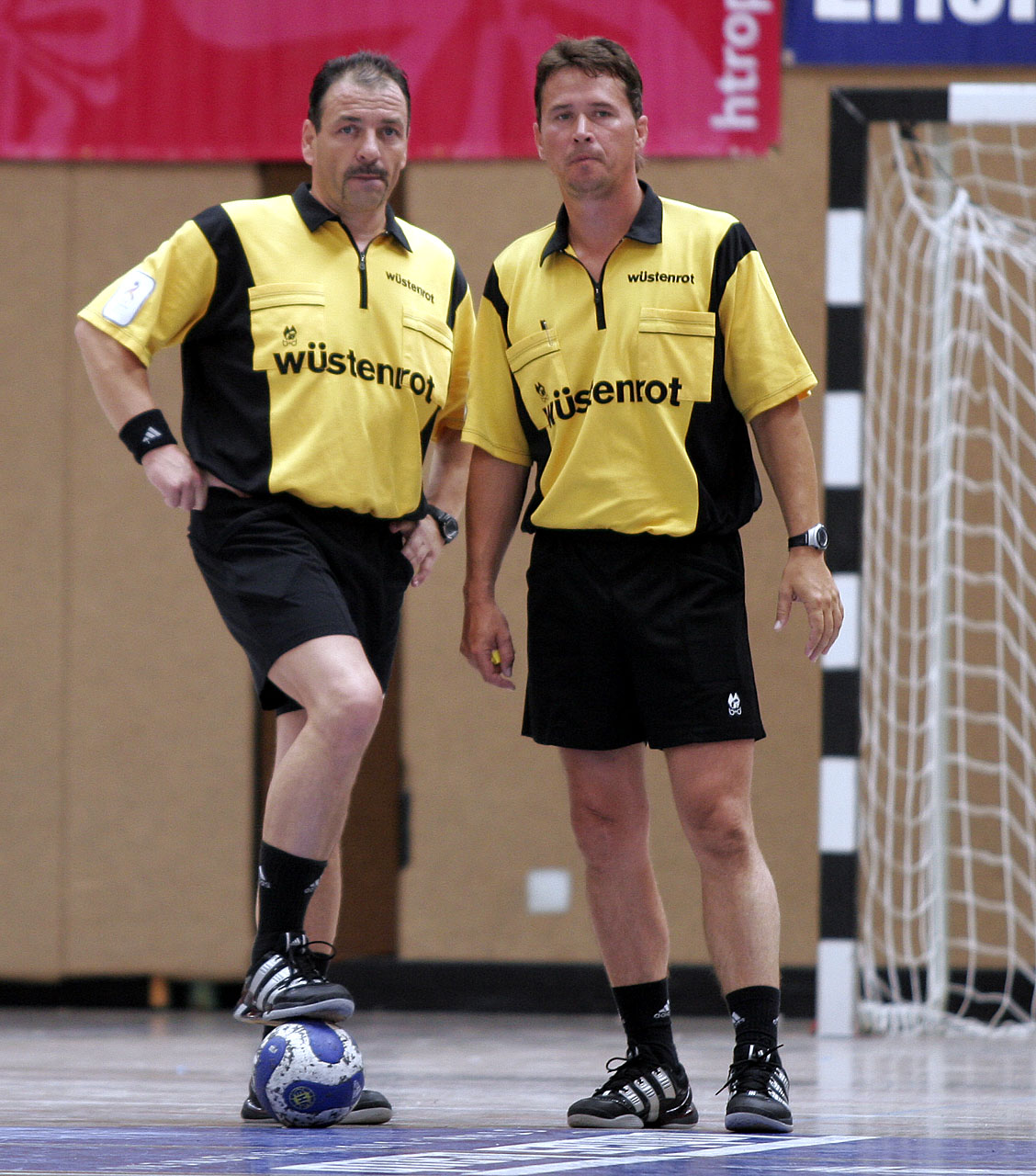
Frank Lemme oraz Bernd Ullrich - niemieccy sędziowie na Mistrzostwach Świata 2009

Ostateczna lista arbitrów po wycofaniu się szwedzkiej pary Canbro/Claesson została opublikowana w połowie grudnia 2008 roku.
| Białoruś   | Andrej Husko Sjarhej Repkin                        |
| Brazylia   | Jesus Nilson Aires Menezes Rogério Aparecido Pinto |
| Chorwacja  | Matija Gubica Boris Milošević                      |
| Czechy     | Jiří Opava Pavel Válek                             |
| Dania      | Martin Gjeding Mads Hansen                         |
| Dania      | Per Olesen Lars Ejby Pedersen                      |
| Egipt      | Mustafa Mohamed Elmoamli Šaban Mohamed Šaban Ali   |
| Francja    | Nordine Lazaar Laurent Reveret                     |
| Iran       | Mohsen Karbas-Či Majid Kolahdouzan                 |
| Litwa      | Mindaugas Gatelis Vaidas Mažeika                   |
| Niemcy     | Frank Lemme Bernd Ullrich                          |
| Polska     | Mirosław Baum Marek Góralczyk                      |
| Portugalia | Ivan Caçador Eurico Nicolau                        |
| Rumunia    | Constantin Din Sorin Laurențiu Dinu                |
| Słowenia   | Nenad Krstič Peter Ljubič                          |
| Serbia     | Zoran Stanojević Slobodan Višekruna                |
| Szwecja    | Rickard Canbro Mikael Claesson                     |

## Faza wstępna

### Grupa A
| 17 stycznia 200916:30 | Słowacja | 27:25(12:13) | Argentyna | Dvorana Gradski vrt, Osijek Widzów: 3 000 Sędzia: Olesen, Pedersen |
| 17 stycznia 200916:30 |          | 27:25(12:13) |           | Dvorana Gradski vrt, Osijek Widzów: 3 000 Sędzia: Olesen, Pedersen |

| 17 stycznia 200918:30 | Węgry | 41:17(20:8) | Australia | Dvorana Gradski vrt, Osijek Widzów: 3 000 Sędzia: Karbaschi, Kolahdouzan |
| 17 stycznia 200918:30 |       | 41:17(20:8) |           | Dvorana Gradski vrt, Osijek Widzów: 3 000 Sędzia: Karbaschi, Kolahdouzan |

| 17 stycznia 200920:30 | Francja | 31:21(12:9) | Rumunia | Dvorana Gradski vrt, Osijek Widzów: 3 000 Sędzia: Stanojević, Višekruna |
| 17 stycznia 200920:30 |         | 31:21(12:9) |         | Dvorana Gradski vrt, Osijek Widzów: 3 000 Sędzia: Stanojević, Višekruna |

| 18 stycznia 200915:00 | Australia | 12:47(6:20) | Słowacja | Dvorana Gradski vrt, Osijek Widzów: 1 500 Sędzia: Stanojević, Višekruna |
| 18 stycznia 200915:00 |           | 12:47(6:20) |          | Dvorana Gradski vrt, Osijek Widzów: 1 500 Sędzia: Stanojević, Višekruna |

| 18 stycznia 200917:00 | Rumunia | 27:30(16:13) | Węgry | Dvorana Gradski vrt, Osijek Widzów: 3 000 Sędzia: Olesen, Pedersen |
| 18 stycznia 200917:00 |         | 27:30(16:13) |       | Dvorana Gradski vrt, Osijek Widzów: 3 000 Sędzia: Olesen, Pedersen |

| 18 stycznia 200919:00 | Argentyna | 26:33(15:19) | Francja | Dvorana Gradski vrt, Osijek Widzów: 2 500 Sędzia: Gubica, Milošević |
| 18 stycznia 200919:00 |           | 26:33(15:19) |         | Dvorana Gradski vrt, Osijek Widzów: 2 500 Sędzia: Gubica, Milošević |

| 19 stycznia 200915:30 | Rumunia | 30:26(15:13) | Argentyna | Dvorana Gradski vrt, Osijek Widzów: 1 500 Sędzia: Karbaschi, Kolahdouzan |
| 19 stycznia 200915:30 |         | 30:26(15:13) |           | Dvorana Gradski vrt, Osijek Widzów: 1 500 Sędzia: Karbaschi, Kolahdouzan |

| 19 stycznia 200917:30 | Węgry | 24:24(2:6) | Słowacja | Dvorana Gradski vrt, Osijek Widzów: 2 500 Sędzia: Gubica, Milošević |
| 19 stycznia 200917:30 |       | 24:24(2:6) |          | Dvorana Gradski vrt, Osijek Widzów: 2 500 Sędzia: Gubica, Milošević |

| 19 stycznia 200919:30 | Francja | 42:11(20:3) | Australia | Dvorana Gradski vrt, Osijek Widzów: 1 500 Sędzia: Olesen, Pedersen |
| 19 stycznia 200919:30 |         | 42:11(20:3) |           | Dvorana Gradski vrt, Osijek Widzów: 1 500 Sędzia: Olesen, Pedersen |

| 21 stycznia 200915:00 | Australia | 20:40(9:21) | Rumunia | Dvorana Gradski vrt, Osijek Widzów: 1 000 Sędzia: Gubica, Milošević |
| 21 stycznia 200915:00 |           | 20:40(9:21) |         | Dvorana Gradski vrt, Osijek Widzów: 1 000 Sędzia: Gubica, Milošević |

| 21 stycznia 200917:00 | Węgry | 31:20(17:8) | Argentyna | Dvorana Gradski vrt, Osijek Widzów: 3 000 Sędzia: Stanojević, Višekruna |
| 21 stycznia 200917:00 |       | 31:20(17:8) |           | Dvorana Gradski vrt, Osijek Widzów: 3 000 Sędzia: Stanojević, Višekruna |

| 21 stycznia 200919:00 | Słowacja | 26:35(9:15) | Francja | Dvorana Gradski vrt, Osijek Widzów: 2 500 Sędzia: Karbaschi, Kolahdouzan |
| 21 stycznia 200919:00 |          | 26:35(9:15) |         | Dvorana Gradski vrt, Osijek Widzów: 2 500 Sędzia: Karbaschi, Kolahdouzan |

| 22 stycznia 200915:00 | Argentyna | 36:16(15:8) | Australia | Dvorana Gradski vrt, Osijek Widzów: 1 000 Sędzia: Gubica, Milošević |
| 22 stycznia 200915:00 |           | 36:16(15:8) |           | Dvorana Gradski vrt, Osijek Widzów: 1 000 Sędzia: Gubica, Milošević |

| 22 stycznia 200917:00 | Słowacja | 28:23(12:13) | Rumunia | Dvorana Gradski vrt, Osijek Widzów: 3 500 Sędzia: Olesen, Pedersen |
| 22 stycznia 200917:00 |          | 28:23(12:13) |         | Dvorana Gradski vrt, Osijek Widzów: 3 500 Sędzia: Olesen, Pedersen |

| 22 stycznia 200919:00 | Francja | 27:22(13:8) | Węgry | Dvorana Gradski vrt, Osijek Widzów: 3 500 Sędzia: Stanojević, Višekruna |
| 22 stycznia 200919:00 |         | 27:22(13:8) |       | Dvorana Gradski vrt, Osijek Widzów: 3 500 Sędzia: Stanojević, Višekruna |

### Grupa B
| 16 stycznia 200920:30 | Chorwacja | 27:26(14:13) | Korea Południowa | Spaladium Arena, Split Widzów: 12 000 Sędzia: Lemme, Ullrich |
| 16 stycznia 200920:30 |           | 27:26(14:13) |                  | Spaladium Arena, Split Widzów: 12 000 Sędzia: Lemme, Ullrich |

| 17 stycznia 200916:30 | Hiszpania | 47:17(18:9) | Kuwejt | Spaladium Arena, Split Widzów: 8 000 Sędzia: Nilson Aires, Aparecido |
| 17 stycznia 200916:30 |           | 47:17(18:9) |        | Spaladium Arena, Split Widzów: 8 000 Sędzia: Nilson Aires, Aparecido |

| 17 stycznia 200918:30 | Szwecja | 41:14(19:7) | Kuba | Spaladium Arena, Split Widzów: 3 500 Sędzia: El-Moamli, Shaaban |
| 17 stycznia 200918:30 |         | 41:14(19:7) |      | Spaladium Arena, Split Widzów: 3 500 Sędzia: El-Moamli, Shaaban |

| 18 stycznia 200916:30 | Kuba | 20:45(10:24) | Hiszpania | Spaladium Arena, Split Widzów: 1 000 Sędzia: Nilson Aires, Aparecdio |
| 18 stycznia 200916:30 |      | 20:45(10:24) |           | Spaladium Arena, Split Widzów: 1 000 Sędzia: Nilson Aires, Aparecdio |

| 18 stycznia 200918:30 | Korea Południowa | 25:31(12:16) | Szwecja | Spaladium Arena, Split Widzów: 3 000 Sędzia: Din, Dinu |
| 18 stycznia 200918:30 |                  | 25:31(12:16) |         | Spaladium Arena, Split Widzów: 3 000 Sędzia: Din, Dinu |

| 18 stycznia 200920:30 | Kuwejt | 21:40(13:22) | Chorwacja | Spaladium Arena, Split Widzów: 10 000 Sędzia: El-Moamli, Shaaban |
| 18 stycznia 200920:30 |        | 21:40(13:22) |           | Spaladium Arena, Split Widzów: 10 000 Sędzia: El-Moamli, Shaaban |

| 19 stycznia 200916:30 | Korea Południowa | 34:19(15:9) | Kuwejt | Spaladium Arena, Split Widzów: 1 000 Sędzia: Din, Dinu |
| 19 stycznia 200916:30 |                  | 34:19(15:9) |        | Spaladium Arena, Split Widzów: 1 000 Sędzia: Din, Dinu |

| 19 stycznia 200918:30 | Szwecja | 34:30(19:13) | Hiszpania | Spaladium Arena, Split Widzów: 5 000 Sędzia: Lemme, Ullrich |
| 19 stycznia 200918:30 |         | 34:30(19:13) |           | Spaladium Arena, Split Widzów: 5 000 Sędzia: Lemme, Ullrich |

| 19 stycznia 200920:30 | Chorwacja | 41:20(20:9) | Kuba | Spaladium Arena, Split Widzów: 11 800 Sędzia: Nilson Aires, Aparecdio |
| 19 stycznia 200920:30 |           | 41:20(20:9) |      | Spaladium Arena, Split Widzów: 11 800 Sędzia: Nilson Aires, Aparecdio |

| 21 stycznia 200916:30 | Kuba | 26:31(13:17) | Korea Południowa | Spaladium Arena, Split Widzów: 500 Sędzia: Lemme, Ullrich |
| 21 stycznia 200916:30 |      | 26:31(13:17) |                  | Spaladium Arena, Split Widzów: 500 Sędzia: Lemme, Ullrich |

| 21 stycznia 200918:30 | Szwecja | 30:19(17:9) | Kuwejt | Spaladium Arena, Split Widzów: 6 000 Sędzia: El-Moamli, Shaaban |
| 21 stycznia 200918:30 |         | 30:19(17:9) |        | Spaladium Arena, Split Widzów: 6 000 Sędzia: El-Moamli, Shaaban |

| 21 stycznia 200920:30 | Hiszpania | 22:32(11:18) | Chorwacja | Spaladium Arena, Split Widzów: 12 000 Sędzia: Din, Dinu |
| 21 stycznia 200920:30 |           | 22:32(11:18) |           | Spaladium Arena, Split Widzów: 12 000 Sędzia: Din, Dinu |

| 22 stycznia 200916:30 | Kuwejt | 23:26(9:12) | Kuba | Spaladium Arena, Split Widzów: 500 Sędzia: Nilson Aires, Aparecdio |
| 22 stycznia 200916:30 |        | 23:26(9:12) |      | Spaladium Arena, Split Widzów: 500 Sędzia: Nilson Aires, Aparecdio |

| 22 stycznia 200918:30 | Hiszpania | 23:24(15:14) | Korea Południowa | Spaladium Arena, Split Widzów: 8 000 Sędzia: Din, Dinu |
| 22 stycznia 200918:30 |           | 23:24(15:14) |                  | Spaladium Arena, Split Widzów: 8 000 Sędzia: Din, Dinu |

| 22 stycznia 200920:30 | Chorwacja | 30:26(14:13) | Szwecja | Spaladium Arena, Split Widzów: 12 000 Sędzia: Lemme, Ullrich |
| 22 stycznia 200920:30 |           | 30:26(14:13) |         | Spaladium Arena, Split Widzów: 12 000 Sędzia: Lemme, Ullrich |

### Grupa C
| 17 stycznia 200915:30 | Polska | 39:22(17:8) | Algieria | Varaždin Arena, Varaždin Widzów: 3 500 Sędzia: Opava, Valek |
| 17 stycznia 200915:30 |        | 39:22(17:8) |          | Varaždin Arena, Varaždin Widzów: 3 500 Sędzia: Opava, Valek |

| 17 stycznia 200917:30 | Niemcy | 26:26(15:14) | Rosja | Varaždin Arena, Varaždin Widzów: 4 600 Sędzia: Gjeding, Hansen |
| 17 stycznia 200917:30 |        | 26:26(15:14) |       | Varaždin Arena, Varaždin Widzów: 4 600 Sędzia: Gjeding, Hansen |

| 17 stycznia 200919:30 | Macedonia Północna | 24:25(14:13) | Tunezja | Varaždin Arena, Varaždin Widzów: 3 500 Sędzia: Cacador, Nicolau |
| 17 stycznia 200919:30 |                    | 24:25(14:13) |         | Varaždin Arena, Varaždin Widzów: 3 500 Sędzia: Cacador, Nicolau |

| 18 stycznia 200915:30 | Algieria | 19:32(8:16) | Macedonia Północna | Varaždin Arena, Varaždin Widzów: 2 000 Sędzia: Gjeding, Hansen |
| 18 stycznia 200915:30 |          | 19:32(8:16) |                    | Varaždin Arena, Varaždin Widzów: 2 000 Sędzia: Gjeding, Hansen |

| 18 stycznia 200917:30 | Tunezja | 24:26(12:12) | Niemcy | Varaždin Arena, Varaždin Widzów: 3 500 Sędzia: Opava, Valek |
| 18 stycznia 200917:30 |         | 24:26(12:12) |        | Varaždin Arena, Varaždin Widzów: 3 500 Sędzia: Opava, Valek |

| 18 stycznia 200919:30 | Rosja | 22:24(14:11) | Polska | Varaždin Arena, Varaždin Widzów: 3 000 Sędzia: Krstić, Ljubić |
| 18 stycznia 200919:30 |       | 22:24(14:11) |        | Varaždin Arena, Varaždin Widzów: 3 000 Sędzia: Krstić, Ljubić |

| 19 stycznia 200915:30 | Polska | 29:30(15:16) | Macedonia Północna | Varaždin Arena, Varaždin Widzów: 1 500 Sędzia: Cacador, Nicolau |
| 19 stycznia 200915:30 |        | 29:30(15:16) |                    | Varaždin Arena, Varaždin Widzów: 1 500 Sędzia: Cacador, Nicolau |

| 19 stycznia 200917:30 | Niemcy | 32:20(16:10) | Algieria | Varaždin Arena, Varaždin Widzów: 1 500 Sędzia: Krstić, Ljubić |
| 19 stycznia 200917:30 |        | 32:20(16:10) |          | Varaždin Arena, Varaždin Widzów: 1 500 Sędzia: Krstić, Ljubić |

| 19 stycznia 200919:30 | Rosja | 36:31(16:11) | Tunezja | Varaždin Arena, Varaždin Widzów: 1 000 Sędzia: Gjeding, Hansen |
| 19 stycznia 200919:30 |       | 36:31(16:11) |         | Varaždin Arena, Varaždin Widzów: 1 000 Sędzia: Gjeding, Hansen |

| 21 stycznia 200915:30 | Algieria | 28:29(14:17) | Rosja | Varaždin Arena, Varaždin Widzów: 2 000 Sędzia: Cacador, Nicolau |
| 21 stycznia 200915:30 |          | 28:29(14:17) |       | Varaždin Arena, Varaždin Widzów: 2 000 Sędzia: Cacador, Nicolau |

| 21 stycznia 200917:30 | Macedonia Północna | 23:33(14:13) | Niemcy | Varaždin Arena, Varaždin Widzów: 3 800 Sędzia: Opava, Valek |
| 21 stycznia 200917:30 |                    | 23:33(14:13) |        | Varaždin Arena, Varaždin Widzów: 3 800 Sędzia: Opava, Valek |

| 21 stycznia 200919:30 | Polska | 31:27(16:11) | Tunezja | Varaždin Arena, Varaždin Widzów: 800 Sędzia: Krstić, Ljubić |
| 21 stycznia 200919:30 |        | 31:27(16:11) |         | Varaždin Arena, Varaždin Widzów: 800 Sędzia: Krstić, Ljubić |

| 22 stycznia 200915:30 | Macedonia Północna | 36:30(15:14) | Rosja | Varaždin Arena, Varaždin Widzów: 4 000 Sędzia: Gjeding, Hansen |
| 22 stycznia 200915:30 |                    | 36:30(15:14) |       | Varaždin Arena, Varaždin Widzów: 4 000 Sędzia: Gjeding, Hansen |

| 22 stycznia 200917:30 | Niemcy | 30:23(14:11) | Polska | Varaždin Arena, Varaždin Widzów: 4 000 Sędzia: Cacador, Nicolau |
| 22 stycznia 200917:30 |        | 30:23(14:11) |        | Varaždin Arena, Varaždin Widzów: 4 000 Sędzia: Cacador, Nicolau |

| 22 stycznia 200919:30 | Tunezja | 36:25(18:11) | Algieria | Varaždin Arena, Varaždin Widzów: 300 Sędzia: Opava, Valek |
| 22 stycznia 200919:30 |         | 36:25(18:11) |          | Varaždin Arena, Varaždin Widzów: 300 Sędzia: Opava, Valek |

### Grupa D
| 17 stycznia 200916:15 | Norwegia | 39:23(19:10) | Arabia Saudyjska | Športska dvorana Žatika, Poreč Widzów: 2 000 Sędzia: Gatelis, Mazeika |
| 17 stycznia 200916:15 |          | 39:23(19:10) |                  | Športska dvorana Žatika, Poreč Widzów: 2 000 Sędzia: Gatelis, Mazeika |

| 17 stycznia 200918:15 | Egipt | 22:30(12:12) | Serbia | Športska dvorana Žatika, Poreč Widzów: 2 500 Sędzia: Baum, Góralczyk |
| 17 stycznia 200918:15 |       | 22:30(12:12) |        | Športska dvorana Žatika, Poreč Widzów: 2 500 Sędzia: Baum, Góralczyk |

| 17 stycznia 200920:15 | Dania | 40:27(19:12) | Brazylia | Športska dvorana Žatika, Poreč Widzów: 2 200 Sędzia: Gousko, Repkin |
| 17 stycznia 200920:15 |       | 40:27(19:12) |          | Športska dvorana Žatika, Poreč Widzów: 2 200 Sędzia: Gousko, Repkin |

| 18 stycznia 200916:15 | Brazylia | 21:39(8:17) | Norwegia | Športska dvorana Žatika, Poreč Widzów: 1 500 Sędzia: Baum, Góralczyk |
| 18 stycznia 200916:15 |          | 21:39(8:17) |          | Športska dvorana Žatika, Poreč Widzów: 1 500 Sędzia: Baum, Góralczyk |

| 18 stycznia 200918:15 | Arabia Saudyjska | 18:26(8:12) | Egipt | Športska dvorana Žatika, Poreč Widzów: 1 500 Sędzia: Lazaar, Reveret |
| 18 stycznia 200918:15 |                  | 18:26(8:12) |       | Športska dvorana Žatika, Poreč Widzów: 1 500 Sędzia: Lazaar, Reveret |

| 18 stycznia 200920:15 | Serbia | 36:37(22:16) | Dania | Športska dvorana Žatika, Poreč Widzów: 3 500 Sędzia: Gousko, Repkin |
| 18 stycznia 200920:15 |        | 36:37(22:16) |       | Športska dvorana Žatika, Poreč Widzów: 3 500 Sędzia: Gousko, Repkin |

| 19 stycznia 200917:00 | Brazylia | 32:30(14:14) | Serbia | Športska dvorana Žatika, Poreč Widzów: 1 000 Sędzia: Lazaar, Reveret |
| 19 stycznia 200917:00 |          | 32:30(14:14) |        | Športska dvorana Žatika, Poreč Widzów: 1 000 Sędzia: Lazaar, Reveret |

| 19 stycznia 200919:10 | Norwegia | 30:20(14:10) | Egipt | Športska dvorana Žatika, Poreč Widzów: 1 650 Sędzia: Gatelis, Mazeika |
| 19 stycznia 200919:10 |          | 30:20(14:10) |       | Športska dvorana Žatika, Poreč Widzów: 1 650 Sędzia: Gatelis, Mazeika |

| 19 stycznia 200921:15 | Dania | 32:13(17:4) | Arabia Saudyjska | Športska dvorana Žatika, Poreč Widzów: 800 Sędzia: Baum, Góralczyk |
| 19 stycznia 200921:15 |       | 32:13(17:4) |                  | Športska dvorana Žatika, Poreč Widzów: 800 Sędzia: Baum, Góralczyk |

| 21 stycznia 200917:00 | Arabia Saudyjska | 24:26(10:14) | Brazylia | Športska dvorana Žatika, Poreč Widzów: 1 000 Sędzia: Gatelis, Mazeika |
| 21 stycznia 200917:00 |                  | 24:26(10:14) |          | Športska dvorana Žatika, Poreč Widzów: 1 000 Sędzia: Gatelis, Mazeika |

| 21 stycznia 200919:10 | Norwegia | 26:27(10:12) | Serbia | Športska dvorana Žatika, Poreč Widzów: 3 500 Sędzia: Baum, Góralczyk |
| 21 stycznia 200919:10 |          | 26:27(10:12) |        | Športska dvorana Žatika, Poreč Widzów: 3 500 Sędzia: Baum, Góralczyk |

| 21 stycznia 200921:15 | Egipt | 17:26(7:12) | Dania | Športska dvorana Žatika, Poreč Widzów: 1 200 Sędzia: Lazaar, Reveret |
| 21 stycznia 200921:15 |       | 17:26(7:12) |       | Športska dvorana Žatika, Poreč Widzów: 1 200 Sędzia: Lazaar, Reveret |

| 22 stycznia 200916:15 | Serbia | 38:29(21:13) | Arabia Saudyjska | Športska dvorana Žatika, Poreč Widzów: 800 Sędzia: Gatelis, Mazeika |
| 22 stycznia 200916:15 |        | 38:29(21:13) |                  | Športska dvorana Žatika, Poreč Widzów: 800 Sędzia: Gatelis, Mazeika |

| 22 stycznia 200918:15 | Egipt | 25:22(13:6) | Brazylia | Športska dvorana Žatika, Poreč Widzów: 2 000 Sędzia: Lazaar, Reveret |
| 22 stycznia 200918:15 |       | 25:22(13:6) |          | Športska dvorana Žatika, Poreč Widzów: 2 000 Sędzia: Lazaar, Reveret |

| 22 stycznia 200920:15 | Dania | 32:28(16:14) | Norwegia | Športska dvorana Žatika, Poreč Widzów: 3 200 Sędzia: Gousko, Repkin |
| 22 stycznia 200920:15 |       | 32:28(16:14) |          | Športska dvorana Žatika, Poreč Widzów: 3 200 Sędzia: Gousko, Repkin |

## President’s Cup

### Grupa 1
| 24 stycznia 200915:00 | Argentyna | 26:25(12:12) | Kuwejt | Dom sportova „Mate Parlov”, Pula Widzów: 500 Sędzia: Opava, Valek |
| 24 stycznia 200915:00 |           | 26:25(12:12) |        | Dom sportova „Mate Parlov”, Pula Widzów: 500 Sędzia: Opava, Valek |

| 24 stycznia 200917:00 | Australia | 10:42(6:18) | Hiszpania | Dom sportova „Mate Parlov”, Pula Widzów: 1 200 Sędzia: El-Moamli, Shaaban |
| 24 stycznia 200917:00 |           | 10:42(6:18) |           | Dom sportova „Mate Parlov”, Pula Widzów: 1 200 Sędzia: El-Moamli, Shaaban |

| 24 stycznia 200919:00 | Rumunia | 39:28(21:15) | Kuba | Dom sportova „Mate Parlov”, Pula Widzów: 1 000 Sędzia: Nilson Aires, Aparecido |
| 24 stycznia 200919:00 |         | 39:28(21:15) |      | Dom sportova „Mate Parlov”, Pula Widzów: 1 000 Sędzia: Nilson Aires, Aparecido |

| 25 stycznia 200915:00 | Hiszpania | 31:19(15:11) | Argentyna | Dom sportova „Mate Parlov”, Pula Widzów: 1 600 Sędzia: El-Moamli, Shaaban |
| 25 stycznia 200915:00 |           | 31:19(15:11) |           | Dom sportova „Mate Parlov”, Pula Widzów: 1 600 Sędzia: El-Moamli, Shaaban |

| 25 stycznia 200917:00 | Kuwejt | 27:34(12:16) | Rumunia | Dom sportova „Mate Parlov”, Pula Widzów: 1 000 Sędzia: Nilson Aires, Aparecido |
| 25 stycznia 200917:00 |        | 27:34(12:16) |         | Dom sportova „Mate Parlov”, Pula Widzów: 1 000 Sędzia: Nilson Aires, Aparecido |

| 25 stycznia 200919:00 | Kuba | 27:17(14:6) | Australia | Dom sportova „Mate Parlov”, Pula Widzów: 500 Sędzia: Gubica, Milošević |
| 25 stycznia 200919:00 |      | 27:17(14:6) |           | Dom sportova „Mate Parlov”, Pula Widzów: 500 Sędzia: Gubica, Milošević |

| 26 stycznia 200915:00 | Australia | 24:27(10:14) | Kuwejt | Dom sportova „Mate Parlov”, Pula Widzów: 200 Sędzia: Nilson Aires, Aparecido |
| 26 stycznia 200915:00 |           | 24:27(10:14) |        | Dom sportova „Mate Parlov”, Pula Widzów: 200 Sędzia: Nilson Aires, Aparecido |

| 26 stycznia 200917:00 | Argentyna | 30:23(16:15) | Kuba | Dom sportova „Mate Parlov”, Pula Widzów: 500 Sędzia: El-Moamli, Shaaban |
| 26 stycznia 200917:00 |           | 30:23(16:15) |      | Dom sportova „Mate Parlov”, Pula Widzów: 500 Sędzia: El-Moamli, Shaaban |

| 26 stycznia 200919:00 | Rumunia | 32:40(16:19) | Hiszpania | Dom sportova „Mate Parlov”, Pula Widzów: 2 500 Sędzia: Stanojević, Višekruna |
| 26 stycznia 200919:00 |         | 32:40(16:19) |           | Dom sportova „Mate Parlov”, Pula Widzów: 2 500 Sędzia: Stanojević, Višekruna |

### Grupa 2
| 24 stycznia 200916:00 | Tunezja | 28:21(12:8) | Arabia Saudyjska | Športska dvorana Žatika, Poreč Widzów: 300 Sędzia: Gatelis, Mazeika |
| 24 stycznia 200916:00 |         | 28:21(12:8) |                  | Športska dvorana Žatika, Poreč Widzów: 300 Sędzia: Gatelis, Mazeika |

| 24 stycznia 200918:00 | Algieria | 28:22(12:7) | Egipt | Športska dvorana Žatika, Poreč Widzów: 300 Sędzia: Stanojević, Višekruna |
| 24 stycznia 200918:00 |          | 28:22(12:7) |       | Športska dvorana Žatika, Poreč Widzów: 300 Sędzia: Stanojević, Višekruna |

| 24 stycznia 200920:00 | Rosja | 25:22(15:9) | Brazylia | Športska dvorana Žatika, Poreč Widzów: 300 Sędzia: Gubica, Milošević |
| 24 stycznia 200920:00 |       | 25:22(15:9) |          | Športska dvorana Žatika, Poreč Widzów: 300 Sędzia: Gubica, Milošević |

| 25 stycznia 200916:00 | Egipt | 31:30(15:14) | Tunezja | Športska dvorana Žatika, Poreč Widzów: 1 000 Sędzia: Stanojević, Višekruna |
| 25 stycznia 200916:00 |       | 31:30(15:14) |         | Športska dvorana Žatika, Poreč Widzów: 1 000 Sędzia: Stanojević, Višekruna |

| 25 stycznia 200918:00 | Arabia Saudyjska | 15:34(5:17) | Rosja | Športska dvorana Žatika, Poreč Widzów: 1 000 Sędzia: Opava, Valek |
| 25 stycznia 200918:00 |                  | 15:34(5:17) |       | Športska dvorana Žatika, Poreč Widzów: 1 000 Sędzia: Opava, Valek |

| 25 stycznia 200920:00 | Brazylia | 28:29(15:10) | Algieria | Športska dvorana Žatika, Poreč Widzów: 500 Sędzia: Gatelis, Mazeika |
| 25 stycznia 200920:00 |          | 28:29(15:10) |          | Športska dvorana Žatika, Poreč Widzów: 500 Sędzia: Gatelis, Mazeika |

| 26 stycznia 200916:00 | Algieria | 30:27(14:12) | Arabia Saudyjska | Športska dvorana Žatika, Poreč Widzów: 500 Sędzia: Gubica, Milošević |
| 26 stycznia 200916:00 |          | 30:27(14:12) |                  | Športska dvorana Žatika, Poreč Widzów: 500 Sędzia: Gubica, Milošević |

| 26 stycznia 200918:00 | Tunezja | 34:33(18:16) | Brazylia | Športska dvorana Žatika, Poreč Widzów: 500 Sędzia: Gatelis, Mazeika |
| 26 stycznia 200918:00 |         | 34:33(18:16) |          | Športska dvorana Žatika, Poreč Widzów: 500 Sędzia: Gatelis, Mazeika |

| 26 stycznia 200920:00 | Rosja | 27:31(12:16) | Egipt | Športska dvorana Žatika, Poreč Widzów: 1 000 Sędzia: Opava, Valek |
| 26 stycznia 200920:00 |       | 27:31(12:16) |       | Športska dvorana Žatika, Poreč Widzów: 1 000 Sędzia: Opava, Valek |

### Faza finałowa

#### Mecz o 23. miejsce
| 27 stycznia 200915:00 | Australia | 19:23(11:15) | Arabia Saudyjska | Dom sportova Mate Parlov, Pula Widzów: 300 Sędzia: Nilson Aires, Aparecido |
| 27 stycznia 200915:00 |           | 19:23(11:15) |                  | Dom sportova Mate Parlov, Pula Widzów: 300 Sędzia: Nilson Aires, Aparecido |

#### Mecz o 21. miejsce
| 27 stycznia 200916:00 | Kuwejt | 24:27(12:13) | Brazylia | Športska dvorana Žatika, Poreč Widzów: 200 Sędzia: El-Moamli, Shaaban |
| 27 stycznia 200916:00 |        | 24:27(12:13) |          | Športska dvorana Žatika, Poreč Widzów: 200 Sędzia: El-Moamli, Shaaban |

#### Mecz o 19. miejsce
| 27 stycznia 200917:00 | Kuba | 27:34(15:18) | Algieria | Dom sportova Mate Parlov, Pula Widzów: 350 Sędzia: Gubica, Milošević |
| 27 stycznia 200917:00 |      | 27:34(15:18) |          | Dom sportova Mate Parlov, Pula Widzów: 350 Sędzia: Gubica, Milošević |

#### Mecz o 17. miejsce
| 27 stycznia 200918:00 | Argentyna | 23:29(13:14) | Tunezja | Športska dvorana Žatika, Poreč Widzów: 500 Sędzia: Opava, Valek |
| 27 stycznia 200918:00 |           | 23:29(13:14) |         | Športska dvorana Žatika, Poreč Widzów: 500 Sędzia: Opava, Valek |

#### Mecz o 15. miejsce
| 27 stycznia 200919:00 | Rumunia | 42:38(25:21) | Rosja | Dom sportova Mate Parlov, Pula Widzów: 750 Sędzia: Gatelis, Mazeika |
| 27 stycznia 200919:00 |         | 42:38(25:21) |       | Dom sportova Mate Parlov, Pula Widzów: 750 Sędzia: Gatelis, Mazeika |

#### Mecz o 13. miejsce
| 27 stycznia 200920:00 | Hiszpania | 28:24(15:10) | Egipt | Športska dvorana Žatika, Poreč Widzów: 1 000 Sędzia: Stanojević, Višekruna |
| 27 stycznia 200920:00 |           | 28:24(15:10) |       | Športska dvorana Žatika, Poreč Widzów: 1 000 Sędzia: Stanojević, Višekruna |

## Faza zasadnicza

### Grupa 1
| 24 stycznia 200916:30 | Słowacja | 23:20(15:12) | Korea Południowa | Arena Zagreb, Zagrzeb Widzów: 3 000 Sędzia: Gjeding, Hansen |
| 24 stycznia 200916:30 |          | 23:20(15:12) |                  | Arena Zagreb, Zagrzeb Widzów: 3 000 Sędzia: Gjeding, Hansen |

| 24 stycznia 200918:30 | Francja | 28:21(16:10) | Szwecja | Arena Zagreb, Zagrzeb Widzów: 13 000 Sędzia: Baum, Góralczyk |
| 24 stycznia 200918:30 |         | 28:21(16:10) |         | Arena Zagreb, Zagrzeb Widzów: 13 000 Sędzia: Baum, Góralczyk |

| 24 stycznia 200920:30 | Węgry | 22:27(12:14) | Chorwacja | Arena Zagreb, Zagrzeb Widzów: 15 000 Sędzia: Olesen, Pedersen |
| 24 stycznia 200920:30 |       | 22:27(12:14) |           | Arena Zagreb, Zagrzeb Widzów: 15 000 Sędzia: Olesen, Pedersen |

| 25 stycznia 200916:30 | Szwecja | 30:31(18:16) | Węgry | Arena Zagreb, Zagrzeb Widzów: 4 000 Sędzia: Lemme, Ullrich |
| 25 stycznia 200916:30 |         | 30:31(18:16) |       | Arena Zagreb, Zagrzeb Widzów: 4 000 Sędzia: Lemme, Ullrich |

| 25 stycznia 200918:30 | Korea Południowa | 21:30(15:15) | Francja | Arena Zagreb, Zagrzeb Widzów: 10 000 Sędzia: Olesen, Pedersen |
| 25 stycznia 200918:30 |                  | 21:30(15:15) |         | Arena Zagreb, Zagrzeb Widzów: 10 000 Sędzia: Olesen, Pedersen |

| 25 stycznia 200920:30 | Chorwacja | 31:25(18:13) | Słowacja | Arena Zagreb, Zagrzeb Widzów: 15 000 Sędzia: Gousko, Repkin |
| 25 stycznia 200920:30 |           | 31:25(18:13) |          | Arena Zagreb, Zagrzeb Widzów: 15 000 Sędzia: Gousko, Repkin |

| 27 stycznia 200916:30 | Węgry | 28:27(11:14) | Korea Południowa | Arena Zagreb, Zagrzeb Widzów: 800 Sędzia: Gousko, Repkin |
| 27 stycznia 200916:30 |       | 28:27(11:14) |                  | Arena Zagreb, Zagrzeb Widzów: 800 Sędzia: Gousko, Repkin |

| 27 stycznia 200918:30 | Słowacja | 26:27(11:16) | Szwecja | Arena Zagreb, Zagrzeb Widzów: 10 000 Sędzia: Gjeding, Hansen |
| 27 stycznia 200918:30 |          | 26:27(11:16) |         | Arena Zagreb, Zagrzeb Widzów: 10 000 Sędzia: Gjeding, Hansen |

| 27 stycznia 200920:30 | Francja | 19:22(7:11) | Chorwacja | Arena Zagreb, Zagrzeb Widzów: 15 000 Sędzia: Baum, Góralczyk |
| 27 stycznia 200920:30 |         | 19:22(7:11) |           | Arena Zagreb, Zagrzeb Widzów: 15 000 Sędzia: Baum, Góralczyk |

### Grupa 2
| 24 stycznia 200915:30 | Macedonia Północna | 27:29(13:16) | Norwegia | Dvorana Krešimira Ćosića, Zadar Widzów: 4 500 Sędzia: Cacador, Nicolau |
| 24 stycznia 200915:30 |                    | 27:29(13:16) |          | Dvorana Krešimira Ćosića, Zadar Widzów: 4 500 Sędzia: Cacador, Nicolau |

| 24 stycznia 200917:30 | Niemcy | 35:35(16:19) | Serbia | Dvorana Krešimira Ćosića, Zadar Widzów: 4 500 Sędzia: Lazaar, Reveret |
| 24 stycznia 200917:30 |        | 35:35(16:19) |        | Dvorana Krešimira Ćosića, Zadar Widzów: 4 500 Sędzia: Lazaar, Reveret |

| 24 stycznia 200920:15 | Polska | 32:28(20:12) | Dania | Dvorana Krešimira Ćosića, Zadar Widzów: 1 500 Sędzia: Din, Dinu |
| 24 stycznia 200920:15 |        | 32:28(20:12) |       | Dvorana Krešimira Ćosića, Zadar Widzów: 1 500 Sędzia: Din, Dinu |

| 25 stycznia 200915:30 | Serbia | 23:35(7:21) | Polska | Dvorana Krešimira Ćosića, Zadar Widzów: 2 000 Sędzia: Cacador, Nicolau |
| 25 stycznia 200915:30 |        | 23:35(7:21) |        | Dvorana Krešimira Ćosića, Zadar Widzów: 2 000 Sędzia: Cacador, Nicolau |

| 25 stycznia 200917:30 | Norwegia | 25:24(12:12) | Niemcy | Dvorana Krešimira Ćosića, Zadar Widzów: 2 500 Sędzia: Krstić, Ljubić |
| 25 stycznia 200917:30 |          | 25:24(12:12) |        | Dvorana Krešimira Ćosića, Zadar Widzów: 2 500 Sędzia: Krstić, Ljubić |

| 25 stycznia 200920:15 | Dania | 32:24(13:12) | Macedonia Północna | Dvorana Krešimira Ćosića, Zadar Widzów: 5 500 Sędzia: Lazaar, Navaret |
| 25 stycznia 200920:15 |       | 32:24(13:12) |                    | Dvorana Krešimira Ćosića, Zadar Widzów: 5 500 Sędzia: Lazaar, Navaret |

| 27 stycznia 200915:30 | Macedonia Północna | 28:32(16:15) | Serbia | Dvorana Krešimira Ćosića, Zadar Widzów: 3 500 Sędzia: Krstić, Ljubić |
| 27 stycznia 200915:30 |                    | 28:32(16:15) |        | Dvorana Krešimira Ćosića, Zadar Widzów: 3 500 Sędzia: Krstić, Ljubić |

| 27 stycznia 200917:30 | Niemcy | 25:27(14:14) | Dania | Dvorana Krešimira Ćosića, Zadar Widzów: 3 000 Sędzia: Din, Dinu |
| 27 stycznia 200917:30 |        | 25:27(14:14) |       | Dvorana Krešimira Ćosića, Zadar Widzów: 3 000 Sędzia: Din, Dinu |

| 27 stycznia 200920:15 | Polska | 31:30(14:14) | Norwegia | Dvorana Krešimira Ćosića, Zadar Widzów: 4 200 Sędzia: Lazaar, Reveret |
| 27 stycznia 200920:15 |        | 31:30(14:14) |          | Dvorana Krešimira Ćosića, Zadar Widzów: 4 200 Sędzia: Lazaar, Reveret |

### Faza finałowa

#### Mecz o 11. miejsce
| 29 stycznia 200912:30 | Korea Południowa | 31:32(14:14) | Macedonia Północna | Arena Zagreb, Zagrzeb Widzów: 1 000 Sędzia: Nilson Aires, Aparecdio |
| 29 stycznia 200912:30 |                  | 31:32(14:14) |                    | Arena Zagreb, Zagrzeb Widzów: 1 000 Sędzia: Nilson Aires, Aparecdio |

#### Mecz o 9. miejsce
| 29 stycznia 200920:15 | Słowacja | 27:34(14:18) | Norwegia | Arena Zagreb, Zagrzeb Widzów: 3 000 Sędzia: Gubica, Milošević |
| 29 stycznia 200920:15 |          | 27:34(14:18) |          | Arena Zagreb, Zagrzeb Widzów: 3 000 Sędzia: Gubica, Milošević |

#### Mecz o 7. miejsce
| 29 stycznia 200917:30 | Szwecja | 37:29(20:16) | Serbia | Arena Zagreb, Zagrzeb Widzów: 5 300 Sędzia: Karbaschi, Kolahdouzan |
| 29 stycznia 200917:30 |         | 37:29(20:16) |        | Arena Zagreb, Zagrzeb Widzów: 5 300 Sędzia: Karbaschi, Kolahdouzan |

#### Mecz o 5. miejsce
| 29 stycznia 200915:00 | Węgry | 25:28(13:16) | Niemcy | Arena Zagreb, Zagrzeb Widzów: 3 000 Sędzia: Baum, Góralczyk |
| 29 stycznia 200915:00 |       | 25:28(13:16) |        | Arena Zagreb, Zagrzeb Widzów: 3 000 Sędzia: Baum, Góralczyk |

#### Mecze o miejsca 1–4

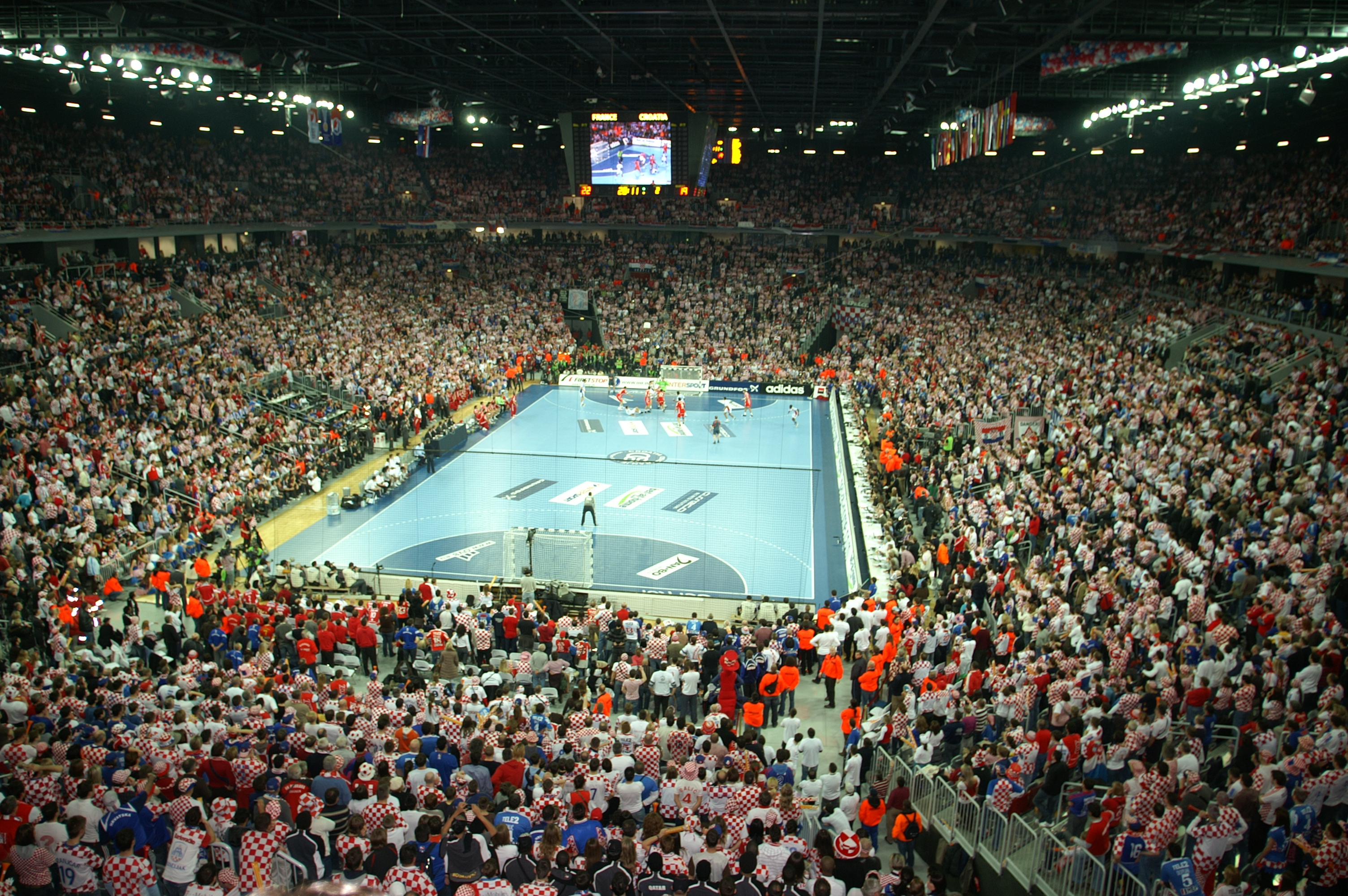
Mecz finałowy

|  | Półfinały               | Półfinały               |  |  |  | Finały               | Finały               |
|  |                         |                         |  |  |  |                      |                      |
|  |                         |                         |  |  |  |                      |                      |
|  | 30 Stycznia – (Split)   |                         |  |  |  |                      |                      |
|  | Dania                   | 22                      |  |  |  |                      |                      |
|  | Francja                 | 27                      |  |  |  | 1 Lutego – (Zagrzeb) | 1 Lutego – (Zagrzeb) |
|  |                         |                         |  |  |  | Francja              | 24                   |
|  | 30 Stycznia – (Zagrzeb) | 30 Stycznia – (Zagrzeb) |  |  |  | Chorwacja            | 19                   |
|  | Chorwacja               | 29                      |  |  |  |                      |                      |
|  | Polska                  | 23                      |  |  |  | 1 Lutego – (Zagrzeb) | 1 Lutego – (Zagrzeb) |
|  |                         |                         |  |  |  | Dania                | 23                   |
|  |                         |                         |  |  |  | Polska               | 31                   |

| 30 stycznia 200917:30 | Dania | 22:27(11:16) | Francja | Spaladium Arena, Split Widzów: 11 000 Sędzia: Gousko, Repkin |
| 30 stycznia 200917:30 |       | 22:27(11:16) |         | Spaladium Arena, Split Widzów: 11 000 Sędzia: Gousko, Repkin |

| 30 stycznia 200920:30 | Chorwacja | 29:23(14:13) | Polska | Arena Zagreb, Zagrzeb Widzów: 15 000 Sędzia: Lemme, Ullrich |
| 30 stycznia 200920:30 |           | 29:23(14:13) |        | Arena Zagreb, Zagrzeb Widzów: 15 000 Sędzia: Lemme, Ullrich |

| 1 lutego 200915:00 | Dania | 23:31(11:14) | Polska | Arena Zagreb, Zagrzeb Widzów: 8 000 Sędzia: Lazaar, Reveret |
| 1 lutego 200915:00 |       | 23:31(11:14) |        | Arena Zagreb, Zagrzeb Widzów: 8 000 Sędzia: Lazaar, Reveret |

| 1 lutego 200917:30 | Francja | 24:19(11:12) | Chorwacja | Arena Zagreb, Zagrzeb Widzów: 15 000 Sędzia: Olsen, Pedersen |
| 1 lutego 200917:30 |         | 24:19(11:12) |           | Arena Zagreb, Zagrzeb Widzów: 15 000 Sędzia: Olsen, Pedersen |

## Klasyfikacja końcowa

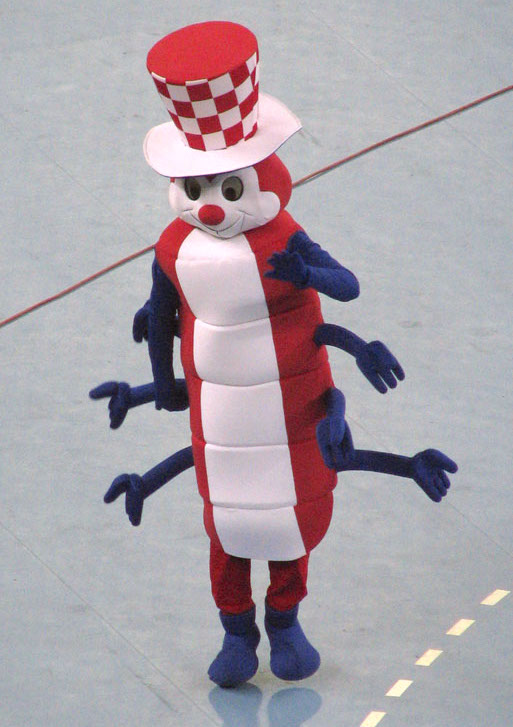
Oficjalna maskotka Mistrzostw Świata 2009 – Ruksi

| Miejsce | Reprezentacja      | Składy |
| ------- | ------------------ | ------ |
| złoto   | Francja            |        |
| srebro  | Chorwacja          |        |
| brąz    | Polska             |        |
| 4.      | Dania              |        |
| 5.      | Niemcy             |        |
| 6.      | Węgry              |        |
| 7.      | Szwecja            |        |
| 8.      | Serbia             |        |
| 9.      | Norwegia           |        |
| 10.     | Słowacja           |        |
| 11.     | Macedonia Północna |        |
| 12.     | Korea Południowa   |        |
| 13.     | Hiszpania          |        |
| 14.     | Egipt              |        |
| 15.     | Rumunia            |        |
| 16.     | Rosja              |        |
| 17.     | Tunezja            |        |
| 18.     | Argentyna          |        |
| 19.     | Algieria           |        |
| 20.     | Kuba               |        |
| 21.     | Brazylia           |        |
| 22.     | Kuwejt             |        |
| 23.     | Arabia Saudyjska   |        |
| 24.     | Australia          |        |

## Nagrody indywidualne
Nagrody indywidualne zdobyli:
| MVP       | Najlepszy bramkarz | Najlepszy lewoskrzydłowy | Najlepszy lewy rozgrywający | Najlepszy środkowy rozgrywający | Najlepszy prawy rozgrywający | Najlepszy prawoskrzydłowy | Najlepszy obrotowy |
| --------- | ------------------ | ------------------------ | --------------------------- | ------------------------------- | ---------------------------- | ------------------------- | ------------------ |
| Igor Vori | Thierry Omeyer     | Michaël Guigou           | Blaženko Lacković           | Nikola Karabatić                | Marcin Lijewski              | Ivan Čupić                | Igor Vori          |